# Zuranolona
Zuranolona é um fármaco em investigação para o tratamento de depressão e aprovada pelo FDA para tratamento da depressão pós-parto. É desenvolvida pela Sage Therapeutics.